# جاشوا بی. لی
جاشوا برایان لی (به انگلیسی: Joshua Bryan Lee) سناتور سابق عضو حزب دموکرات ایالات متحده آمریکا بود. وی در سال ۱۹۳۷ تا ۱۹۴۳ میلادی سناتور ایالت اکلاهما در سنای ایالات متحده آمریکا بود.